# NP困难

描述P, NP, NP完全，以及NP困难之间关系的欧拉图

NP困难（NP-hardness, non-deterministic polynomial-time hardness）问题是计算复杂性理论中最重要的复杂性类之一。如果所有NP问题都可以多项式时间归约到某个问题，则称该问题为NP困难。
因为NP困难问题未必可以在多项式时间内验证一个解的正确性（即不一定是NP问题），因此即使NP完全问题有多项式时间的解（P=NP），NP困难问题依然可能没有多项式时间的解。因此NP困难问题“至少与NP完全问题一样难”。